# Диплазиум съедобный
Диплазиум съедобный (лат. Diplazium esculentum) — один  из наиболее важных в пищевом отношении папоротников, и, вероятно, наиболее употребляемый вид папоротников. Молодые сочные  рахисы этого вида употребляют в пищу как зелень или салат.

## Описание
Крупный многолетний папоротник с восходящим корневищем высотой около 50 см, покрытым короткими рыжеватыми чешуйками длиной около 1 мм. Растение двуперистое с длинными коричневатыми черешками, основание черешка черное и покрыто короткими чешуйками. Вайя может достигать 1,5 м в длину, а перья около 8 см в длину и 2 см в ширину.

## Распространение
Распространён в восточной части Азии и Океании. Произрастает в тропиках от Индии до Филиппин и островов Фиджи на влажных открытых местах.

## Галерея

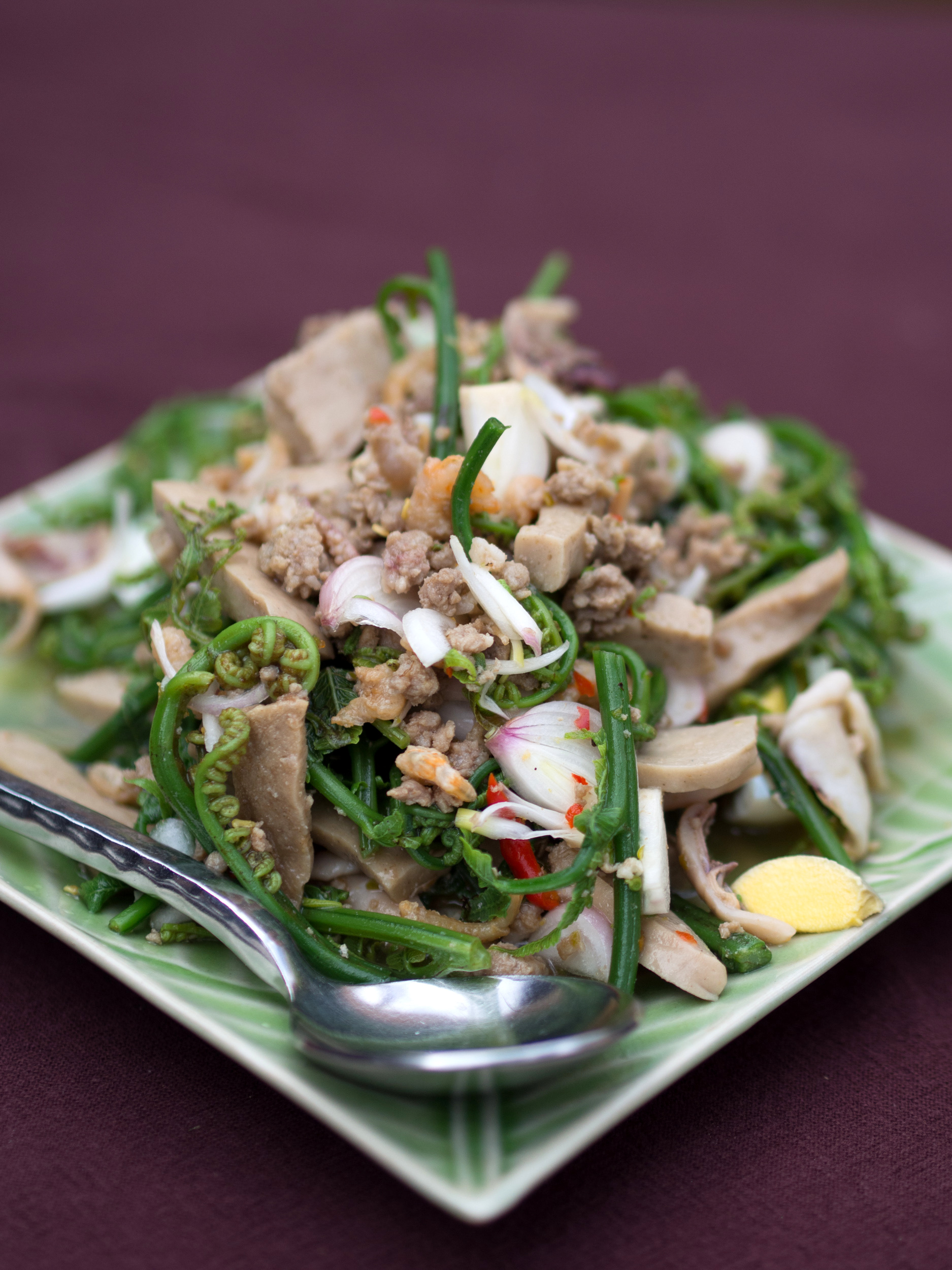
Блюдо Ям Пак Кут, Таиланд
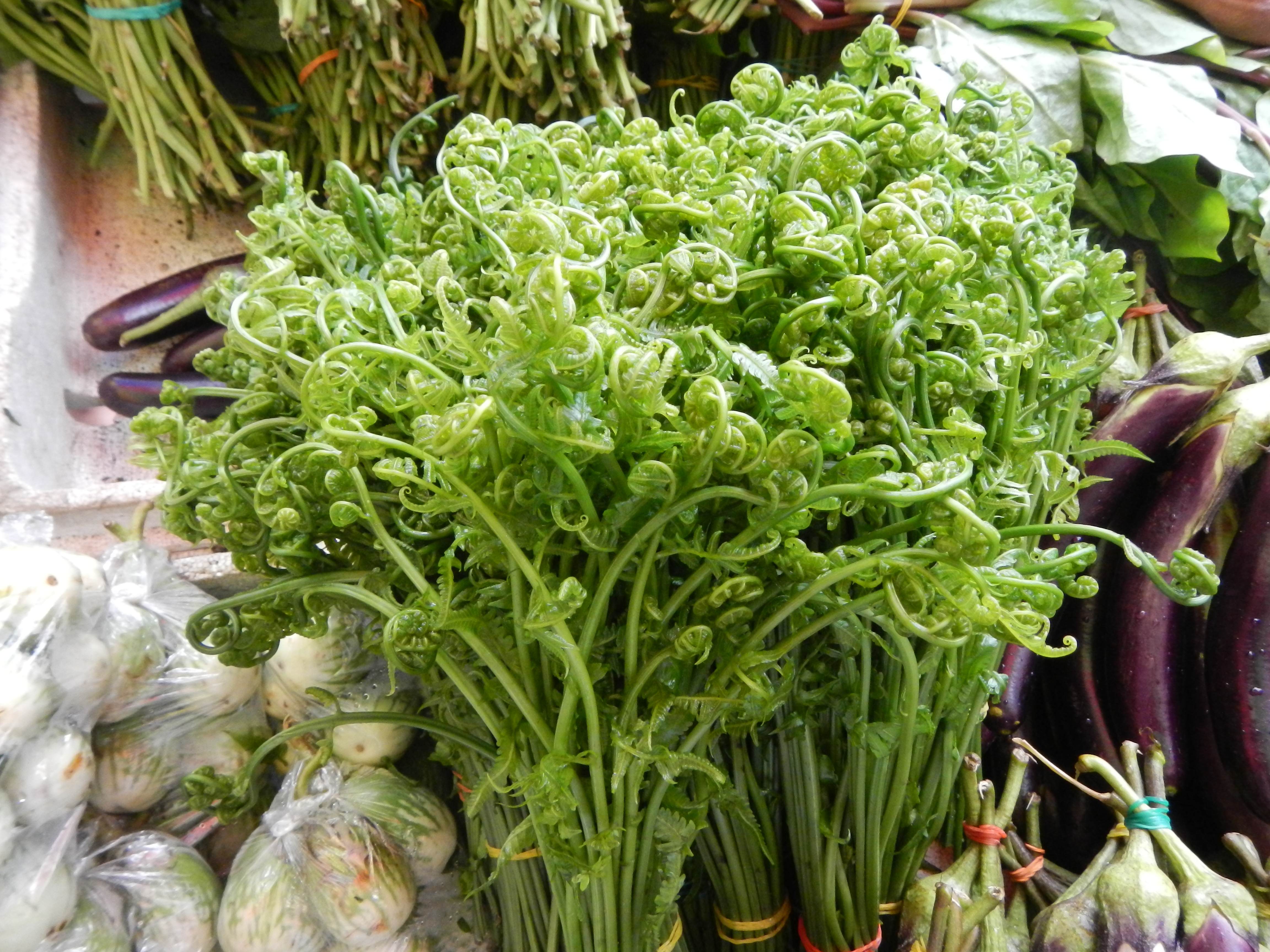
Молодые рахисы на рынке, Филиппины